# Bilohirsk

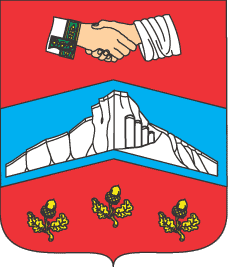
Bilohirsks vapen.

Bilohirsk ("vita bergen"; ukrainska: Білогірськ uttal (fil); ryska: Белогорск, Belogorsk; krimtatariska: Qarasuvbazar, ungefär "basaren på svarta floden", vilket i formen Karasubazar var det officiella namnet fram till 1945) är en stad i Krim. Folkmängden uppgick till 18 199 invånare i början av 2012.
Staden är belägen i Bilohirsk rajon i inlandet, 42 kilometer nordost om Simferopol, på floden Bijuk Karasu och längs landsvägen mellan Simferopol och Kertj. Staden ligger på 180 meters höjd över havet, och är omgiven av kullar, vilka skyddar den mot nordanvinden. I området odlas spannmål och vindruvor och Bilohirsk är fortfarande, trots en nedgång i ekonomisk betydelse på senare tid, ett betydande centrum för fruktexport.
Då krimkhanen Fetih II Giray fördrevs från Bachtjysaraj av ryssarna år 1736 blev Karasubazar för en kort tid huvudstad, innan även denna stad nästföljande år intogs, plundrades och brändes ned.